# АКСМ-743
АКСМ-743 — экспериментальный трамвай повышенной вместимости, трехсекционный, с переменным уровнем пола, двумя моторными и одной поддерживающей тележками, шестидверный, с тиристорно-импульсной системой управления тяговыми электродвигателями постоянного тока и с шарнирным сочленением между секциями. Выпущен в единственном экземпляре в 2002 году.

## АКСМ-743 в Минске
Единственный в мире экземпляр модели АКСМ-743 работает в Минске на маршрутах № 1 и № 11 и имеет парковый номер 031. После окончания эксплуатационного срока его планируется сохранить в качестве экспоната для музея общественного транспорта Минска.